# Pietro Ranzano
Pietro Ranzano (Palermo, aprile 1426/1427 – Lucera, 1492/1493) è stato uno storico, umanista e vescovo cattolico italiano.

## Biografia
Domenicano ed esponente di spicco dell'umanesimo siciliano, Pietro Ranzano è noto soprattutto per la sua intensa ricerca di codici antichi e per l'opera De primordiis et progressu felicis Urbis Panormi, che narra la storia della città di Palermo dalle sue origini fino al XV secolo. Tra le altre opere, Ranzano fu inoltre autore degli Annales omnium temporum e dell'Epithoma rerum Hungarorum, libro che ricostruisce la storia dell'Ungheria e che fu scritto durante gli anni trascorsi presso la corte di Mattia Corvino. Nel libro Annales omnium temporum viene descritta la vita di Pietro Rombulo incontrato da Pietro Ranzano alla corte del re aragonese Alfonso il Magnanimo. Fu biografo di san Vincenzo Ferreri.

## Opere
- Epitome rerum, Ungaricarum velut per Indices descripta, autore Petro Ranzano, apud Mathiam Regem olim Regis Neapolitani, triennium Legato., Nunc primun edita, una cum appendice quadam, opera Ioannis Sambuci, tirnaviensis, pan:, Viennae Austriae excudebat Raphaël Hofhalter, 1558.
- Epitome rerum Hungaricarum, velut per indices descripta, auctore Petro Ransano, apud Mathiam Regem, olim Regis Neapolitani, triennium legato., Impressum Ternaviae, elimatione et relectione, Lucae Peechi Pannonij, 1579.
- Delle origini e vicende di Palermo, di Pietro Ransano, e dell'Entrata di re Alfonso in Napoli, Scritture siciliane del secolo 15º. pubblicate e illustrate su' codici della Comunale di Palermo da Gioacchino Di Marzo, Stamp. di G. Lorsnaider, 1864.
- Leben des heiligen Vincenz Ferrer aus dem Prediger-Orden (1354-1419), Mainz, Kirchheim, 1869.